# 2008년 하계 올림픽 일본 선수단
일본은 2008년 8월 8일부터 24일까지 중화인민공화국 베이징에서 열린 제29회 하계 올림픽에 참가했다. 선수단은 332명의 선수와 237명의 임원, 총 576명의 구성원으로 구성었다.

## 메달리스트
| 메달  | 이름 | 종목         | 세부 종목          | 날짜     |
| ----- | --- | ------------ | ------------------ | -------- |
|       | 우치시바 마사토 | 유도         | 남자 66kg          | 8월 10일 |
|       | 기타지마 고스케 | 수영         | 남자 평영 100m     | 8월 11일 |
|       | 다니모토 아유미 | 유도         | 여자 63kg          | 8월 12일 |
|       | 우에노 마사에 | 유도         | 남자 70kg          | 8월 13일 |
|       | 기타지마 고스케 | 수영         | 남자 평영 200m     | 8월 14일 |
|       | 이시이 사토시 | 유도         | 남자 +100kg        | 8월 15일 |
|       | 요시다 사오리 | 레슬링       | 여자 자유형 55kg   | 8월 16일 |
|       | 이초 가오리 | 레슬링       | 여자 자유형 63kg   | 8월 16일 |
|       | 에모토 나호 후지모토 모토코 히로세 메구 이누이 에미 이토 사치코 가리노 아유미 마부치 사토코 미네 유키요 미시나 마수다 니시야마 레이 사카이 히로코 사토 리에 소메야 미카 우에노 유키코 야마다 에리 | 소프트볼     |                    | 8월 21일 |
|       | 타케히로 카시마 타쿠야 나카세 마코토 오키구치 코키 사카모토 히로유키 토미타 우치무라 고헤이 | 체조         | 단체 종합          | 8월 12일 |
|       | 오타 유키 | 펜싱         | 남자 플뢰레        | 8월 13일 |
|       | 우치무라 고헤이 | 체조         | 3종 체조           | 8월 14일 |
|       | 쓰카다 마키 | 유도         | 여자 +78kg         | 8월 15일 |
|       | 치하루 이초 | 레슬링       | 여자 자유형 48kg급 | 8월 16일 |
|       | 토모히로 마츠나가 | 레슬링       | 남자 자유형 55kg급 | 8월 19일 |
| [ 1 ] | 나오키 쓰카하라 신고 스에츠구 신지 타카히라 노부하루 아사하라 | 육상         | 남자 4x100m 계주   | 8월 22일 |
| [ 2 ] | 케니치 유모토 | 레슬링       | 남자 자유형 60kg급 | 8월 19일 |
|       | 료코 타니 | 유도         | 여자 48kg          | 8월 9일  |
|       | 미사토 나카무라 | 유도         | 여자 52kg          | 8월 10일 |
|       | 타케시 마츠다 | 수영         | 남자 200m 접영     | 8월 13일 |
|       | 레이코 나카무라 | 수영         | 여자 200m 평영     | 8월 16일 |
|       | 키요후미 나가이 | 사이클       | 남자 경륜          | 8월 16일 |
|       | 준이치 미야시타 코스케 키타지마 타쿠로 후이지 히사요시 사토 | 수영         | 남자 400m 혼계영   | 8월 17일 |
|       | 쿄코 하마구치 | 레슬링       | 여자 자유형 72kg급 | 8월 17일 |
|       | 사호 하라다 에미코 스즈키 | 싱크로나이즈 | 여자 듀엣          | 8월 20일 |